# Cryphia testouti
Cryphia testouti är en fjärilsart som beskrevs av Charles Boursin 1944. Cryphia testouti ingår i släktet Cryphia och familjen nattflyn. Inga underarter finns listade i Catalogue of Life.